# Вантьёган (приток Сартъигола)
Вантьёган — река в России, протекает по Нижневартовскому району Ханты-Мансийского АО. Устье реки находится в 6 км по правому берегу реки Сартъигол. Длина реки составляет 13 км.

## Данные водного реестра
По данным государственного водного реестра России относится к Верхнеобскому бассейновому округу, водохозяйственный участок реки — Вах, речной подбассейн реки — бассейн притоков (Верхней) Оби от Васюгана до Ваха. Речной бассейн реки — (Верхняя) Обь до впадения Иртыша.